# Wilhelm Reichermann
Wilhelm Reichermann (* 6. Februar 1845 Creuzburg i. Ostpr.; † 26. Februar 1920 in Königsberg i. Pr.) war ein ostpreußischer Mundartdichter.

## Leben
Bei seinem Vater lernte Reichermann das Färben. Als Wanderbursche zog er durch Deutschland, die Schweiz und Österreich. 1880 erwarb er in Creuzburg die Stadtmühle. Zwanzig Jahre war er Stadtverordnetenvorsteher. Weit über Ostpreußen hinaus bekannt machten ihn seine mundartlichen Gedichte. Humorvoll und derb schildern die plattdeutschen „Spoaßkes“ natangische Verhältnisse. Das erste dieser acht Bändchen erschien 1891 bei Gräfe und Unzer. Zahlreiche Auflagen folgten. Nach 1945 erschien eine Auswahl unter dem Titel „Starker Toback“.
1925 wurde Reichermann in Creuzburg ein Gedenkstein gesetzt.